# FAUR LDE1300
FAUR LDE1300 (serie SP49 i SP32) – lokomotywa spalinowa przeznaczona do prowadzenia lekkich składów pasażerskich wyprodukowana w rumuńskich zakładach FAUR w Bukareszcie w latach 1985–1991 w liczbie 152 sztuk specjalnie dla Polskich Kolei Państwowych.
Z wyprodukowanych 152 sztuk zakupionych zostało 150. Początkowo lokomotywy były eksploatowane przez PKP, a w 2001 nowo powstała spółka PKP Cargo przejęła 97 użytkowanych wówczas egzemplarzy. W 2004 wycofano z ruchu wszystkie spalinowozy tej serii poza 15 wcześniej zmodernizowanymi, a w 2008 Przewozy Regionalne otrzymały 13 z nich. Od lutego 2015 do grudnia 2017 jedyną czynną lokomotywą tej serii była SP32-206.
Lokomotywy te są potocznie nazywane rumunami z uwagi na pochodzenie, papugami i żółtkami ze względu na malaturę, odkurzaczami przez wydawane odgłosy oraz zemstą Ceaușescu.

## Historia

### Geneza i dostawy
W latach 80 XX w. Polskie Koleje Państwowe zamówiły w zakładach FAUR w Bukareszcie 200 lokomotyw spalinowych przeznaczonych do obsługi lekkiego ruchu pasażerskiego. Producent skonstruował wówczas spalinowóz o oznaczeniu LDE1300 i w 1985 dostarczył 2 pierwsze egzemplarze prototypowe. Ze względu na możliwość jazdy w trakcji wielokrotnej zostały one oznaczone serią SP49. Lokomotywy zostały wyposażone w nowoczesne wówczas rozwiązania, takie jak prądnica prądu przemiennego czy hamulec elektrodynamiczny. PKP podczas odbiorów technicznych oraz w trakcie badań i eksploatacji tych pojazdów uzgodniły z FAUR zmiany, które powinny zostać wprowadzone w konstrukcji kolejnych egzemplarzy. W 1986 producent rozpoczął dostawy spalinowozów seryjnych, które nie były wyposażone w sterowanie wielokrotne i przez to otrzymały serię SP32. Pojazdy te okazały się awaryjne, w związku z czym zdecydowano o zmniejszeniu zamówienia. Ostatecznie do 1991 zakupiono i dostarczono 150 lokomotyw. W rzeczywistości jednak powstały 152 spalinowozy LDE1300 – egzemplarze SP32-151 i 152 zostały początkowo przekazane Zakładom Naprawczym Taboru Kolejowego w Pile i w 1992, po wycofaniu z ruchu prototypów, weszły na stan PKP z ich numerami inwentarzowymi 001 i 002.

### Modernizacje
Na początku lat 90 XX w. Zakłady Naprawcze Lokomotyw Spalinowych w Pile, w związku z licznymi uszkodzeniami silników spalinowych w lokomotywach serii SP32, rozpoczęły ich pierwsze remotoryzacje polegające na wymianie tych silników na jednostkę 12V396TC12 produkowaną przez FAUR na licencji MTU oraz montażu mikroprocesorowego regulatora LEC produkcji Woodward. W latach 1992–1995 zostało w ten sposób zmodyfikowanych 6 egzemplarzy o numerach 073, 086, 096, 147, 148 i 149.
Pod koniec lat 90. XX w. podjęto decyzję o opracowaniu koncepcji modernizacji spalinowozów serii SP32. W latach 1999–2000 Instytut Pojazdów Szynowych „Tabor” wykonał projekt przebudowy oznaczony w dokumentacji jako SP32M, zaś w połowie października 2000 ZNLS Piła ukończyły prototypowy egzemplarz, którego oznaczenie po modernizacji zmieniono z SP32-130 na SP32-201. Całość została dofinansowana przez Komitet Badań Naukowych. W pojeździe zamontowano silniki MTU 12V396TC14 o mocy 1015 kW, czeski elektroniczny układ sterowania Intelo oraz poprawiono ergonomię kabiny maszynisty. Na początku XXI w. zdecydowano o modernizacji kolejnych 96 egzemplarzy. Energetyczne Towarzystwo Finansowo-Leasingowe Energo-Utech zleciło to zadanie konsorcjum Loksmod, w skład którego wchodziły ZNLS Piła, ZNTK Poznań i ZNTK Nowy Sącz. Ostatecznie w latach 2000–2003 przebudowano 9 spalinowozów o numerach 046, 044, 053, 113, 043, 062, 076, 110 i 128, którym po modernizacji nadano kolejne numery z zakresu od 202 do 210.
W 2008 Instytut Pojazdów Szynowych Politechniki Krakowskiej przeanalizował pod kątem technicznym i ekonomicznym zmianę zakresu modernizacji lokomotyw serii SP32, który uwzględniał nowe wymagania stawiane przez przewoźników. Spalinowóz po modernizacji otrzymał oznaczenie typu 312D oraz nazwę RegioLok. Przebudowa ta zakładała m.in. zastosowanie silnika Caterpillar 3512, sterowników mikroprocesorowych, klimatyzacji i nowych reflektorów. Ponadto podwyższona miała zostać kabina, a w jej wnętrzu chciano umieścić dwa ergonomiczne stanowiska oraz część socjalną składającą się z umywalki, kuchenki, lodówki, blatu, szafek i lustra. W celu wdrożenia projektu zakłady Interlok Piła pozyskały 20 lokomotyw serii SP32 i w marcu 2009 rozpoczęły przebudowę pierwszej z nich. Prototyp miał zostać ukończony w połowie 2010, ale ostatecznie nie zmodernizowano żadnego egzemplarza.

## Konstrukcja
Rama lokomotywy była konstrukcją spawaną z profili walcowych i giętych. Znajdowały się na niej wsporniki do montażu zespołów i części pojazdu. Nadwozie stanowił przedział silnikowy, kabina maszynisty i przedział urządzeń pomocniczych.
Spalinowóz był oparty na dwóch dwuosiowych wózkach za pomocą czterech elementów metalowo-gumowych. Siły poziome były natomiast przenoszone za pomocą czopa skrętu. Rama wózka była spawana ze stali profilowanej, blach i odlewów staliwnych.
Napęd był przenoszony z czterosuwowego doładowanego silnika spalinowego na osie zestawów kołowych przez przekładnię elektryczną składającą się z prądnicy prądu przemiennego, prostownika i silników trakcyjnych prądu stałego. Do rozruchu silnika spalinowego służył rozrusznik zasilany z baterii akumulatorów.

## Eksploatacja

### PKP i PKP Cargo

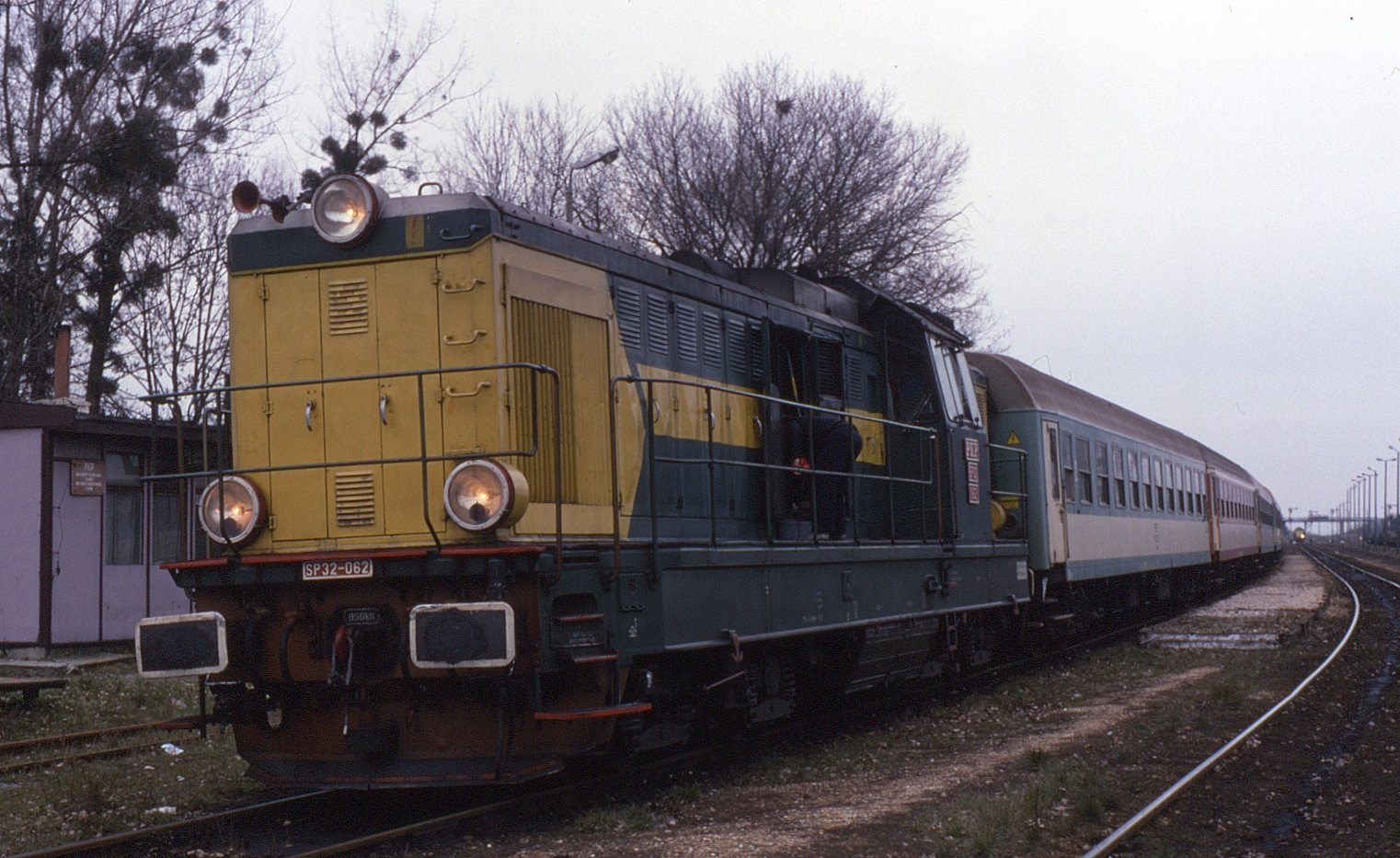
SP32-062 w Zawadzie (1994)

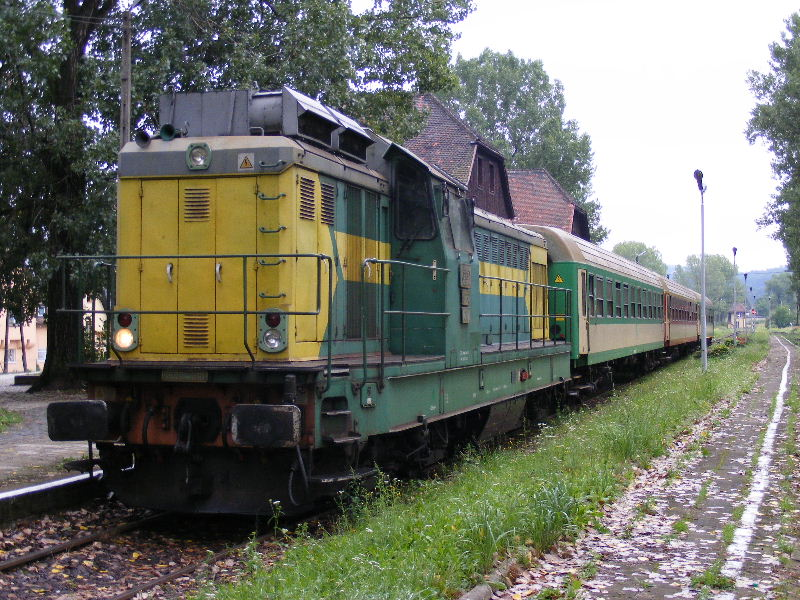
Zmodernizowana SP32-210 w Kudowie-Zdroju (2008)

W 1985 rozpoczęto eksploatację prototypowych lokomotyw SP49-001 i 002, które potem przemianowano na SP32-001 i 002. Stacjonowały one w Siedlcach do 1992, kiedy to wycofano je z użytku i zezłomowano na terenie ZNTK w Pile. 17 marca i 30 kwietnia tego samego roku spalinowozy SP32-151 i 152 otrzymały numery 001 i 002.
W 1991, w chwili przybycia do Polski ostatnich egzemplarzy lokomotyw LDE1300, eksploatowano 102 sztuki tego modelu – 7 z nich stacjonowało w Czerwieńsku, 22 w Lublinie, 41 w Nowym Sączu, 7 w Szczecinie, a 25 we Wrocławiu. W I połowie lat 90 XX w. kilka egzemplarzy zostało skreślonych ze stanu po wypadkach, zaś w II połowie lat 90 XX w., ze względu na awaryjność silnika, inwentarz pomniejszono o niespełna 50 spalinowozów. Na początku 1999 użytkowanych było 101 lokomotyw serii SP32, które stacjonowały w MT Czerwieńsk (10), Nowy Sącz (41), Szczecin (8), Wrocław Południe (13), Wrocław Zachód (7) i Zamość (22). W tym samym roku 87 spalinowozów tej serii zostało przez PKP wniesionych aportem do nowo powstałej spółki Konsorcjum Taborowe, która miała przeprowadzić modernizację powierzonego jej taboru. Wśród tych lokomotyw czynnych było 66 egzemplarzy, które na podstawie umowy najmu między KT a PKP były dalej eksploatowane przez przewoźnika. Pozostałe 21 odstawiono w macierzystych lokomotywowniach.
W 2001 zmodernizowany egzemplarz SP32-205 został zaprezentowany podczas 73. Międzynarodowych Targów Poznańskich.
1 października 2001 utworzono spółkę PKP Cargo, która przejęła od PKP pojazdy trakcyjne z wyłączeniem zespołów trakcyjnych i autobusów szynowych. Na koniec tego roku na stanie przewoźnika znajdowało się 97 lokomotyw serii SP32, a rok później – 78.
Pod koniec 2003 w eksploatacji pozostawało 81 egzemplarzy, które stacjonowały w Czerwieńsku (5), Chełmie (1), Zamościu (20), Jaśle (26), Krzyżu (7), Kamieńcu Ząbkowickim (11) i Wałbrzychu (11). Obsługiwały one połączenia Zielona Góra – Żagań, Dorohusk – Jahodyn, Rejowiec – Zawada – Hrebenne – Rawa Ruska/Rzeszów Główny, Zawada – Zamość – Hrubieszów Miasto, Jasło – Rzeszów/Zagórz, Zagórz – Łupków/Chyrów, Przeworsk – Horyniec-Zdrój, Kłodzko Główne – Kudowa-Zdrój/Stronie Śląskie/Kędzierzyn-Koźle (sezonowo), Wałbrzych Główny – Kłodzko Główne/Lubawka oraz Wałbrzych Miasto – Meziměstí.
W czerwcu 2004 Konsorcjum Taborowe zostało postawione w stan likwidacji i 87 należących do niego spalinowozów serii SP32 zostało sprzedanych spółce Kolmex. W związku z tą transakcją PKP Cargo było zmuszone 1 lipca wycofać z użytku 66 lokomotyw, po czym w rękach tego przewoźnika pozostało 15 zmodernizowanych sztuk. Zostały one, wraz z lokomotywami innych serii, w trybie awaryjnym przydzielone do lokomotywowni w Czerwieńsku, w Lublinie, w Nowym Sączu i we Wrocławiu, by zastąpić wycofane maszyny. W 2007 PKP Cargo nadal użytkowało 15 lokomotyw serii SP32, które stacjonowały w Lublinie (3), w Nowym Sączu (7) i we Wrocławiu (5).
W październiku 2008 przewoźnik, w ramach realizacji strategii rządowej, przekazał ówczesnej spółce PKP Przewozy Regionalne tabor niezbędny do realizacji zadań tego przedsiębiorstwa, w tym 13 lokomotyw serii SP32. W PKP Cargo pozostały lokomotywy SP32-148 i 149. Druga z nich znajdowała się na stanie CT Wrocław, jednak ze względu na stan techniczny nie była ona wykorzystywana. Egzemplarz o numerze 148 był natomiast eksploatowany na Roztoczu, gdzie prowadził pociągi pasażerskie z Zamościa do Stalowej Woli i Rejowca, a także obsługiwał ruch towarowy. Na początku grudnia 2008 spalinowóz uległ awarii i został odstawiony w Zamościu, gdzie oczekiwał naprawy. Następnie został on przeniesiony na stację w Chełmie.
W sierpniu 2013 miłośnicy kolei z województwa lubelskiego wystosowali apel o uratowanie lokomotywy SP32-148. Niesprawny i skreślony z inwentarza PKP Cargo spalinowóz chciano wówczas zachować i wyeksponować w Zamościu. W kolejnych miesiącach miłośnicy podjęli działania mające na celu przywrócenie lokomotywy do ruchu, aby móc prowadzić nią pociągi specjalne i okazjonalnie planowe pociągi pospieszne na Lubelszczyźnie. W lipcu 2014 PKP Cargo podało, że nie chce przywracać pojazdu do ruchu, ale za to rozważa zachowanie go jako pomnik, np. w Chabówce. Na początku lipca 2016 przewoźnik podjął oficjalną decyzję o zachowaniu egzemplarza SP32-148 i przekazaniu go w przyszłości do jednej z placówek muzealnych. W połowie lipca 2017 lokomotywa została przetransportowana ze stacji Chełm do jednego z zakładów spółki i ustawiona wewnątrz hali w celu zabezpieczenia przed dewastacją i kradzieżą. Doprecyzowano wówczas, że pojazd ma trafić do przyszłego narodowego muzeum kolejnictwa.

### Przewozy Regionalne

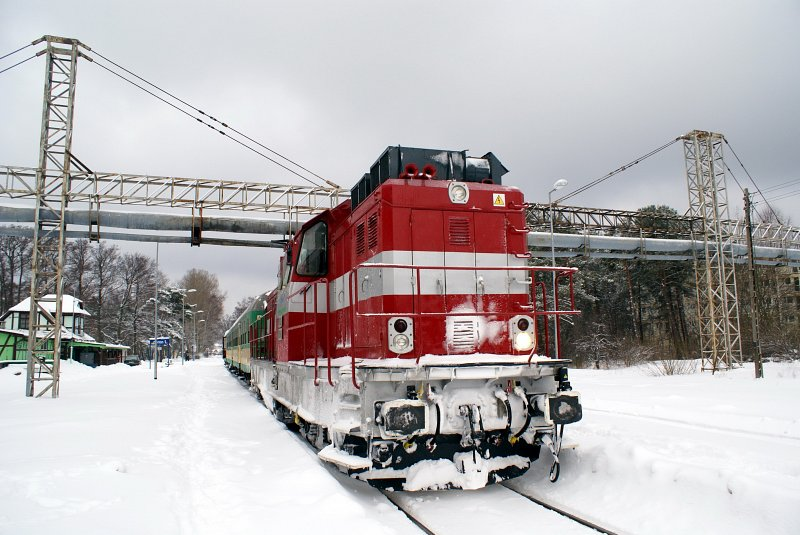
Zmodernizowana SP32-206 na stacji Hel (2010)

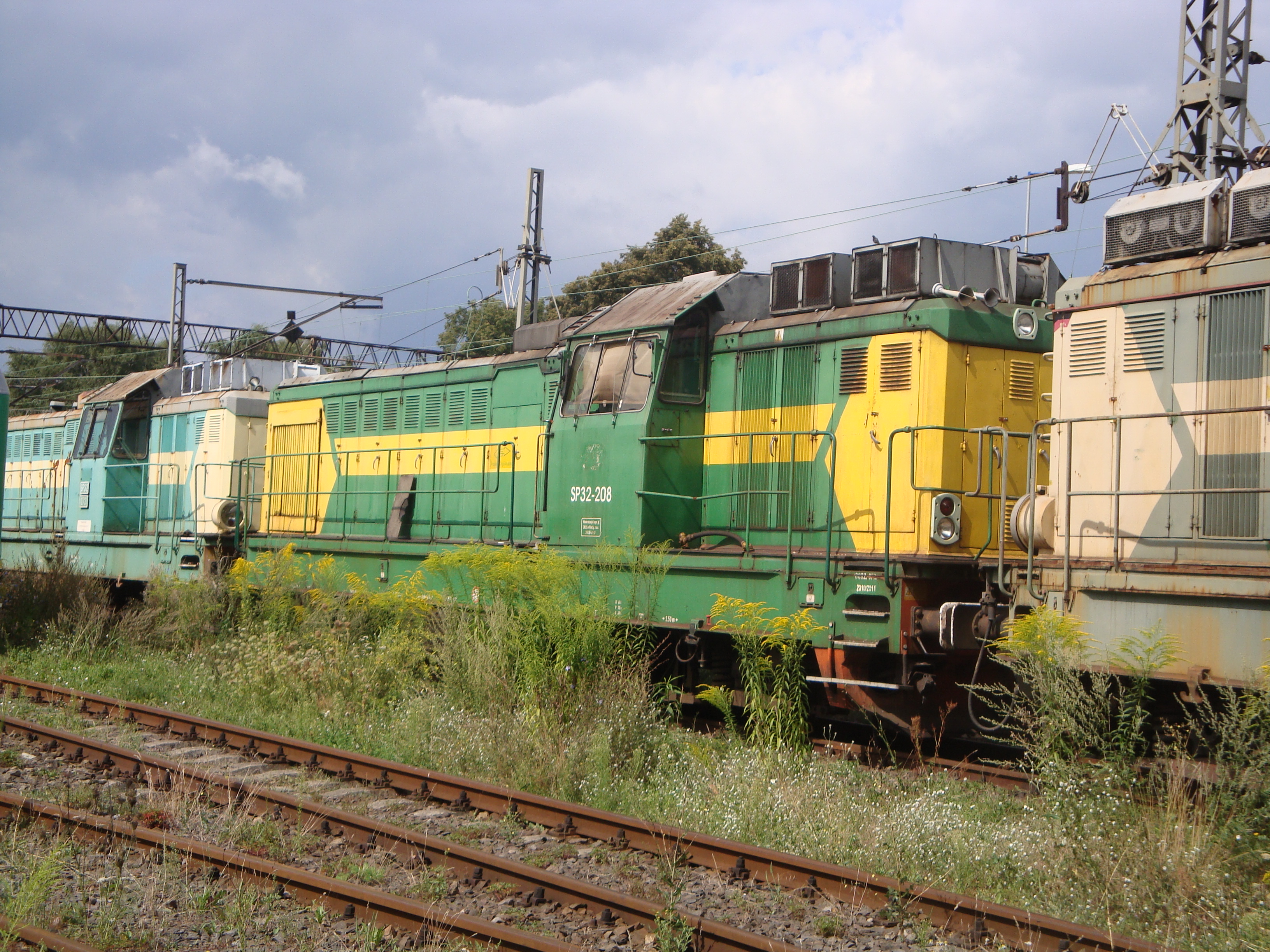
SP32-073, 208 i 147 odstawione w Krzyżu (2013)

W październiku 2008 PKP Przewozy Regionalne otrzymały od PKP Cargo 13 lokomotyw serii SP32 – 3 zremotoryzowane o numerach 073, 096 i 147 oraz 10 zmodernizowanych o numerach od 201 do 210. Początkowo nowy przewoźnik nie zmieniał miejsca ich stacjonowania, a jedynie wpisał na stan swoich zakładów – Lubelskiego z siedzibą w Lublinie, Podkarpackiego z siedzibą w Rzeszowie i Dolnośląskiego z siedzibą we Wrocławiu.
W wakacje 2009 spalinowozy serii SP32 Podkarpackiego Zakładu PR obsługiwały trasy Zagórz – Łupków oraz połączenia transgraniczne do Chyrowa i Rawy Ruskiej na Ukrainie. W tym samym roku, po zakończeniu sezonowych przejazdów pasażerskich, lokomotywy te zostały przekazane z Jasła do Chojnic do obsługi połączeń z i do Tczewa, w związku z czym 10 października w okolicach Zagórza zorganizowano pożegnalny przejazd pociągiem specjalnym prowadzonym przez SP32-073. Pozostałe egzemplarze we wrześniu 2009 również przeniesiono do Sekcji Chojnice Pomorskiego Zakładu PR w Gdyni.
W 2009 przewoźnik przeprowadził kilkumiesięczny remont egzemplarza SP32-206, który jako jedyny otrzymał nowe czerwono-srebrne malowanie. 29 grudnia lokomotywa ta została dopuszczona do ruchu i następnego dnia poprowadziła pociąg relacji Chojnice – Gdynia Główna. Wówczas lokomotywy serii SP32 stacjonowały w Chojnicach (10) i Kamieńcu Ząbkowickim (3). W marcu 2010 lokomotywa SP32-209 z Kamieńca prowadziła pociągi Kolei Dolnośląskich.
W połowie 2010 PR ponownie zgrupowały wszystkie sprawne egzemplarze w Chojnicach, gdzie obsługiwały połączenia z Chojnic do Tczewa, Gdyni i w zastępstwie za inne pojazdy do Szczecinka oraz z Gdyni na Hel. Z trzech zremotoryzowanych sztuk w ruchu pozostawał tylko egzemplarz o numerze 096. 19 września 2010 w Braniewie miała miejsce konferencja Historia Warmińskiej Kolei Żelaznej, której towarzyszył przejazd pociągiem specjalnym na trasie Braniewo – Bogaczewo – Elbląg – Tolkmicko – Braniewo prowadzonym przez SP32-202.
W 2011 miała miejsce ostatnia zmiana przydziałów i wszystkie spalinowozy serii SP32 oprócz egzemplarza o numerze 096 zostały przeniesione do Sekcji Krzyż Wielkopolskiego Zakładu PR. Rok później okresy międzynaprawcze tych lokomotyw zostały wydłużone z 300 do 450 tys. km, by utrzymać kilka sztuk w ruchu bez konieczności przeprowadzania drogich napraw rewizyjnych, ale mimo to nie znajdowano stałego zatrudnienia dla nich. Jesienią 2012 spalinowozy serii SP32 obsługiwały pociągi turystyczne z Poznania do Międzychodu. Ponadto prowadziły one także pociągi okazjonalne z Poznania do Czarnkowa i Kołobrzegu. W sierpniu 2013 w Chojnicach zezłomowano SP32-096.
Na początku 2014 czynne były lokomotywy o numerach 202, 204, 206 oraz 203, dla której nie znajdowano zatrudnienia. 20 września 2014 Instytut Rozwoju i Promocji Kolei uruchomił międzynarodowy pociąg turystyczny z Poznania i Wolsztyna do Lübben. Obsługę części trasy zapewniły Przewozy Regionalne, których lokomotywa SP32-204 poprowadziła pociąg m.in. przez most graniczny.
23 stycznia 2015 odstawiono spalinowóz o numerze 202, zaś 9 lutego po awarii wyłączona została sztuka o numerze 204. Wówczas ostatnią czynną lokomotywą tej serii stała się SP32-206. Od 25 lipca do 4 sierpnia obsługiwała ona połączenia między Krzyżem, Piłą i Chojnicami z uwagi na wzmożony ruch związany z Przystankiem Woodstock. 30 listopada natomiast lokomotywa została odstawiona. W 2016 powróciła do ruchu i w połowie lipca wraz z dwoma innymi spalinowozami ponownie obsługiwała wzmożony ruch między Piłą, Krzyżem i Kostrzynem podczas Przystanku Woodstock.
29 grudnia 2017 upłynął termin ważności świadectwa dopuszczenia do ruchu lokomotywy SP32-206. Ostatnim pociągiem poprowadzonym przez ten spalinowóz był skład relacji Piła Główna – Krzyż. Po dojechaniu do stacji końcowej lokomotywa została odstawiona i tym samym dołączyła do pozostałych 11 stojących tam egzemplarzy.

### Kolmex
Zakupione w czerwcu 2004 sprawne lokomotywy serii SP32 zostały przez Kolmex zebrane na terenie ZNTK Poznań. Spośród nich wybrano SP32-120, która była w najlepszym stanie technicznym. Spalinowóz ten został skierowany do przestawiania pojazdów naprawianych w ZNTK. Rok później natomiast niesprawne egzemplarze zaczęto kasować w miejscach ich odstawienia.
W okresie od 13 maja do 5 czerwca 2008 prywatny przewoźnik STK przetransportował z Poznania do Wrocławia Nadodrza 66 nadających się do eksploatacji spalinowozów z wyjątkiem wcześniej użytkowanej SP32-120, którą odstawił na własnej bocznicy w Wołowie. W 2009 podjęto decyzję o modernizacji 20 egzemplarzy i na początku marca do Piły przetransportowano 12 sztuk. W tym samym czasie kolejnych 10 egzemplarzy przewieziono na warszawskie Odolany, gdzie w marcu i kwietniu je zezłomowano. Na przełomie 2009 i 2010 we Wrocławiu zlikwidowano 36 maszyn, a w marcu 2010 do Piły trafiło ostatnich 8 lokomotyw. W 2010 i 2011 wszystkie egzemplarze zebrane w Pile także pocięto na złom.

### SKPL Cargo
W roku 2024 dwie lokomotywy tej serii, SP32-206 i SP32-210 zakupiła firma SKPL Cargo sp. z o. o. Dnia 23 listopada 2024 zostały one przetransportowane na stację Pleszew Miasto, gdzie oczekują przywrócenia do ruchu.